# Schloss Messenbach

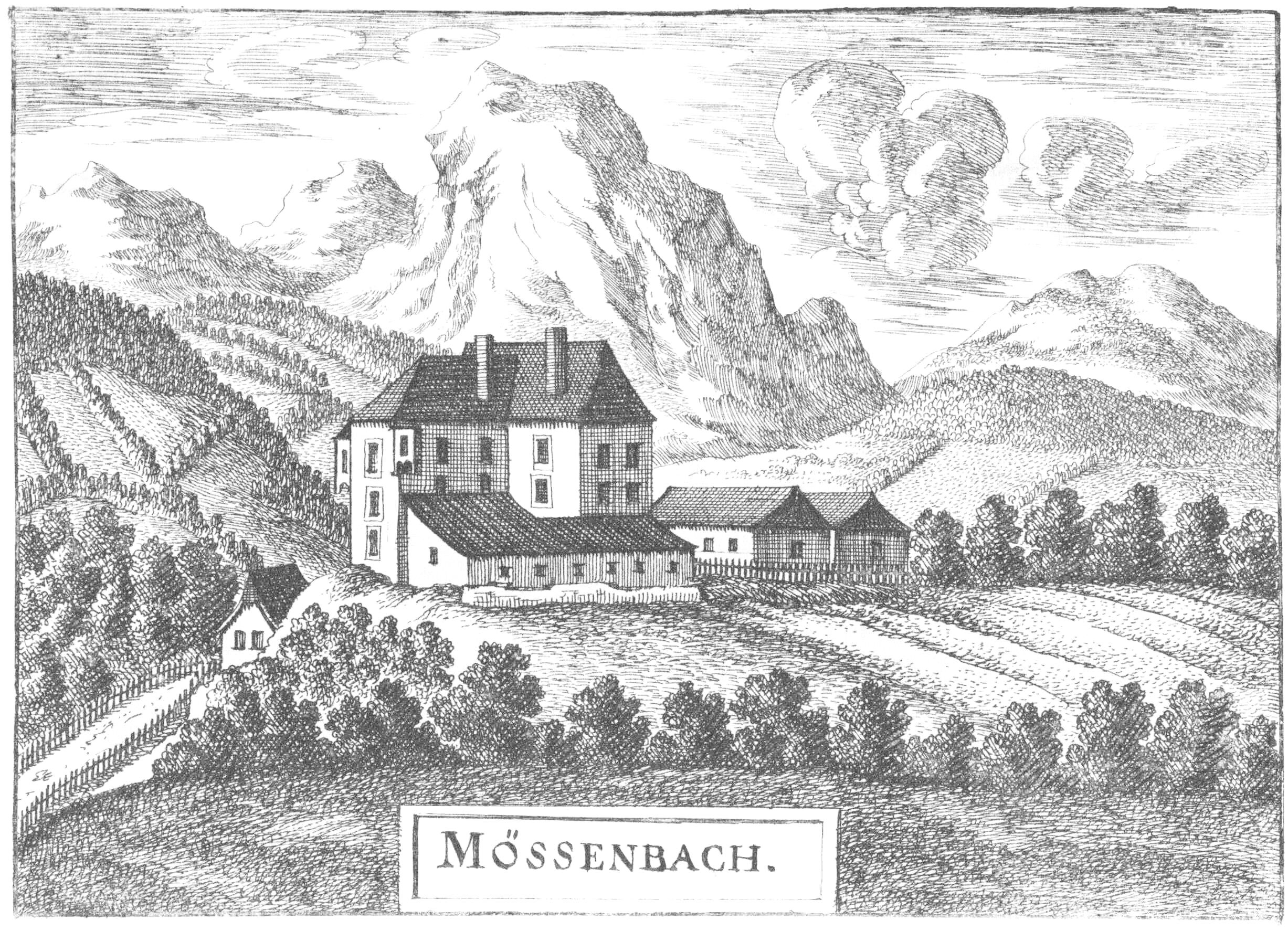
Schloss Mössenbach nach einem Stich von Georg Matthäus Vischer von 1674

Das abgegangene Schloss Messenbach lag im gleichnamigen Ortsteil der Gemeinde Vorchdorf im Bezirk Gmunden von Oberösterreich (heute bei Burgstraße 1).

## Geschichte
Das Schloss bzw. die Burg Messenbach war ein Sitz der Messenbacher (Mössenbäcken, Messenbeken, Mezzenpekch). Diese Familie ist Anfang des 12. Jahrhunderts von Bayern eingewandert und war dann seit Mitte des 15. Jahrhunderts in Linz ansässig. 1180 verehelichte sich Euphemia von Messenbach mit Ulrich II. von Polheim. Zur Zeit des Interregnums waren die Messenbacher in dem Gebiet von Vorchdorf die unumschränkten Herren. 1295 ist Wernhard von Mössenbach Erster Obersthofmeister von Herzog Albrecht von Österreich. Eventuell ist dieser Wernhard der Erbauer von Messenbach. Die Familie der Messenbacher dürfte um 1450 im Mannesstamm ausgestorben sein. Der Besitz wurde wegen vorhandener Schulden bereits 1330 an die Volkenstorfer und 1346 an die Geymann verpfändet. 1395 erwarben die Walseer den Besitz.
Danach übernahmen die Herren von Lerochen (Lerchen) von Stadl den Besitz. Hanns Leroch erwarb es um 1460. Aus dieser Familie waren einige „Stadlschreiber“, d. h. Salzamtmänner. Kilian der Leroch zu Messenbach war 1469 Stadtrichter in Gmunden. 1525 verkauften sie Messenbach an Hans Segger († 1550, sein Grab befindet sich in der Stadtpfarrkirche von Gmunden) aus einem schwäbischen Adelsgeschlecht. 1514 war dieser Mautner zu Gmunden. Da die Söhne des Hans Segger (Hans Jakob, Hans Christian, † 1617 zu Schleißheim) ledig blieben, wurde der Besitz an den Vetter Christoph Fernberger zu Eggenberg verkauft, der auch um Besitz von Schloss Hochhaus war. Aufgrund der angehäuften Schulden des Hanns Christoph Fernberger († 1630) wurde der Besitz dem Hauptgläubiger Hanns Albert Paumgartner überantwortet. Dieser übertrug seine Rechte an Messenbach dem ständischen Einnehmer Gregor Händl. Seine Erben gaben Messenbach an einen der Händelschen Vormünder, nämlich Graf Leopold Khemetter von und zu 1651 Triebein. Dessen Witwe, Anna Maria Khemetterin, geborene Stöttnerin zu Grabenhof, wurde Besitzerin von Mössenbach und Hochhaus. 1652 verkaufte sie beide Besitzungen an Hans Ludwig Graf von Kuefstein, der auch Inhaber von Eggenberg war. 1659 verkaufte dessen Sohn Graf Preißgold Messenbach und Hochhaus an den Abt Balthasar Rauch von Schlierbach. Bei Schlierbach blieb Burg Messenbach bis zu ihrem Verfall.

## Schloss Messenbach einst und jetzt
Messenbach war aufgrund der vorliegenden Beschreibungen ein Wohnturm bzw. ein „Festes Haus“. Das Gebäude war ca. 15 m lang und 11 m breit. Im Erdgeschoß betrug die Mauerstärke 1,4 m, im ersten Stock 1,28 m und im dritten 0,96 m. Die Burg lag auf einem vorgeschobenen Hangsporn.
An der heutigen Adresse Burgstraße Nr. 3 befand sich der ehemalige Maierhof der Herrschaft.
Von dem einstigen Schloss sind keine Reste mehr zu sehen.